# Полин Лерхе
{{#ifeq:0|0|{{#if:Artemisia lercheana|{{#if:|[[]}}|[[]]}}}}
Полин Лерхе (Artemisia lercheana, Artemisia lerchiana [orth. var.]) — вид рослин із родини айстрових (Asteraceae).

## Біоморфологічна характеристика
Багаторічна рослина 15–40 см заввишки. Запушення густе, сірувато-біле. Листки з вузьколінійними сегментами, 0.2–0.5 мм завширшки. Суцвіття 5–25 см завдовжки, 5–15 см завширшки. Кошики вузько-зворотно-яйцюваті, 3–5 мм завдовжки, 2 мм завширшки. Період цвітіння: вересень — жовтень.

## Середовище проживання
Зростає в пд.-сх. і сх. Європі й зх. Сибіру (Греція, Болгарія, Румунія, Україна, Росія, Казахстан).
В Україні зростає на степових, щебенистих та кам'янистих схилах — у Криму, спорадично.